# Foolad Khuzestan FC
El Foolad Khuzestan Football Club (en persa باشگاه فوتبال فولاد خوزستان) és un club de futbol iranià de la ciutat d'Ahvaz, Khuzestan. El nom Foolad és perquè fou fundat per l'empresa del mateix nom.

## Història
El club va ser fundat el 1986 però en els seus primers anys tingué poca rellevància. Guanyà el campionat de la ciutat d'Ahvaz el 1991 i fou campió provincial de Khuzestan el 1995. L'any 1996 es dissolgué un altre club de la ciutat, el Jonoub Ahvaz FC i el Foolad agafà la seva plaça a la segona divisió iraniana. El mateix anys assolí l'ascens a primera divisió. La temporada 2004-05 es proclamà campió de l'Iran.

## Palmarès
- Lliga iraniana de futbol:[1]
  - 2004-05, 2013–14
- Copa Hazfi:[2]
  - 2020–21

## Entrenadors
| Nom                     | Període      |
| ----------------------- | ------------ |
| Homayoun Shahrokhinejad | 1996-1997    |
| Lefteh Sebaradaran      | 1997-1998    |
| Majid Bagherinia        | 1998-1999    |
| Vinko Begović           | 1999-2003    |
| Luka Bonačić            | 2003-2004    |
| Mladen Frančić          | 2004-2006    |
| Nenad Nikolić           | 2006         |
| Mohammad Mayeli Kohan   | 2006         |
| Abdollah Veisi          | 2007         |
| Nenad Nikolić (interí)  | 2007         |
| Augusto Inácio          | 2007-2008    |
| Guilherme Farinha       | 2008         |
| Majid Jalali            | 2008-2009    |
| Luka Bonačić            | 2009-present |

## Futbolistes destacats
| - Omid Sharifinasab - Mohammad Alavi - Ali Badavi - Sohrab Bakhtiarizadeh - Yahya Golmohammadi - Hossein Kaebi - Iman Mobali - Jalal Kameli Mofrad - Adel Kolahkaj - Mojahed Khaziravi - Ebrahim Mirzapour | - Naeem Saadavi - Ahmad Momenzadeh - Behnam Seraj - Pejman Montazeri - Meisam Soleimani - Emad Mohammed Ridha - Erfan Olerum - Fábio Januário - Fábio Hempel - Armando Sá - Rashad Sadygov |